# 제비오 아레나 센다이

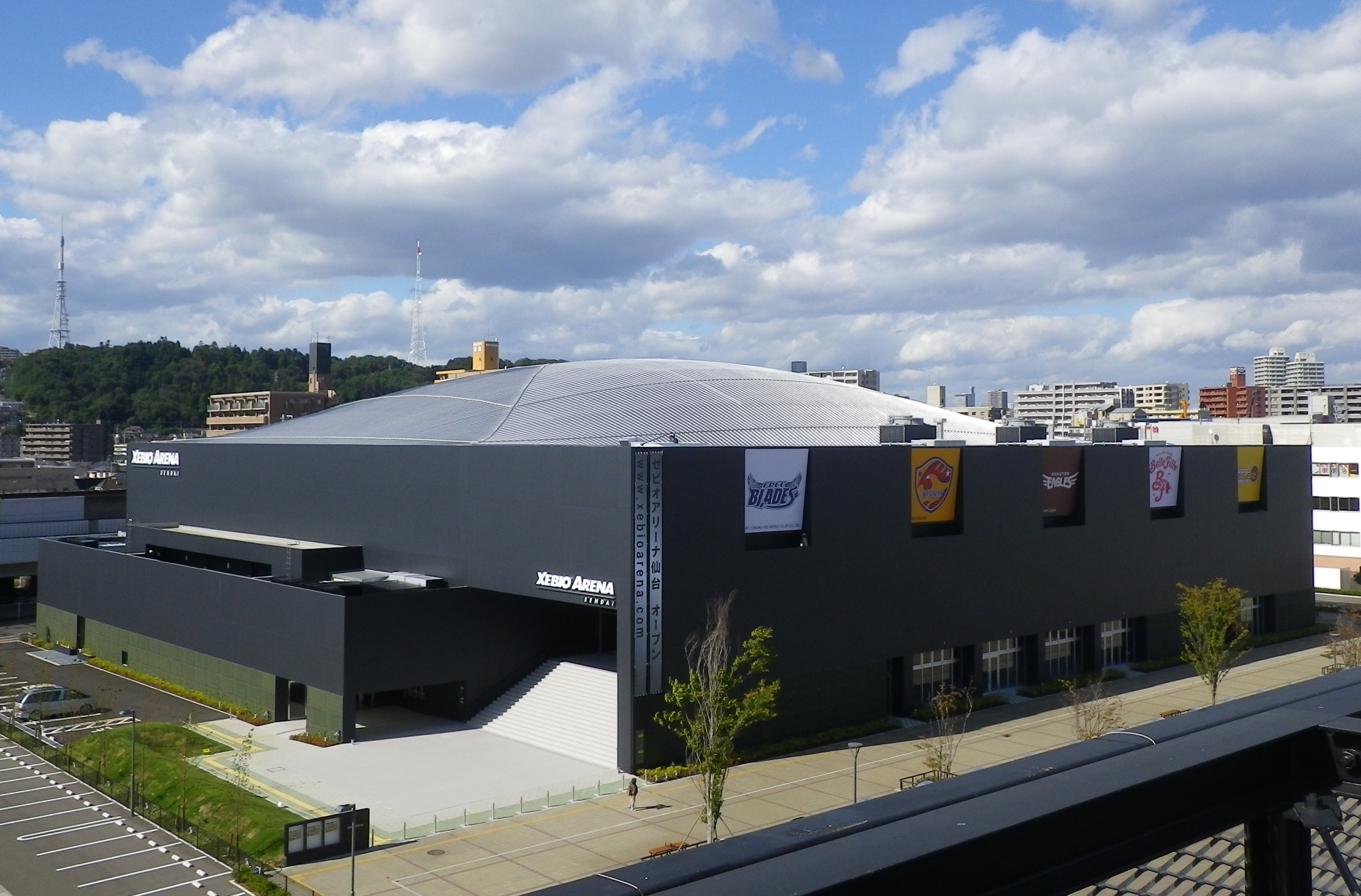
제비오 아레나 센다이

제비오 아레나 센다이(일본어: ゼビオアリーナ仙台)는 일본 미야기현 센다이시 다이하쿠구에 있는 다목적 경기장이다.